# ジェラルディン・フェラーロ
ジェラルディン・アン・フェラーロ（英語: Geraldine Anne Ferraro、1935年8月26日 - 2011年3月26日）は、イタリア系カトリック、アメリカ合衆国の政治家、外交官、弁護士。国際連合人権理事会大使、下院民主党幹部会書記、ニューヨーク州選出連邦下院議員を歴任し、1984年アメリカ合衆国大統領選挙での民主党の副大統領候補であった。これによりアメリカ合衆国の主要政党では初の女性副大統領候補となった。またジャーナリスト・作家・実業家としても活躍した。

## 略歴

### 初期
1935年8月26日にニューヨーク州ニューバーグに誕生した。
公立学校の教師を経て弁護士となり、1974年1月にクイーンズ郡地方検察局に入局した。性犯罪・児童虐待・家庭内暴力などを扱う新設の特別捜査局の局長に就任した。
1979年1月に連邦下院議員となり、賃金・年金・退職金などの分野で女性の平等を実現するための法案に注力しながら、党内で急速に頭角を現した。

### 1984年アメリカ合衆国大統領選挙
1984年7月に形勢不利と見られていた民主党の大統領候補のウォルター・モンデール前副大統領によって副大統領候補に選ばれ、広く認知されたイタリア系アメリカ人として初めて主要政党の正副大統領候補となった。また、主要政党の大統領・副大統領選挙に立候補した初の女性候補でもあった。モンデールとフェラーロの立候補に対し、当初世論は好意的な反応を示していたが、フェラーロと実業家の夫の財務・資産・議会での情報開示について不利となる疑惑が生じたため、勢いはすぐに失速して本選挙では現職のロナルド・レーガン大統領とジョージ・ブッシュ副大統領に大差で敗北した。
また、フェラーロが中絶に反対する教説を有するカトリックでありながら、中絶政策を容認していたことで、中絶を巡って論争が起きた。これには、ニューヨーク州知事のマリオ・クオモ、当時上院議員であったジョー・バイデン、ダニエル・パトリック・モイニハン等のカトリックの政治家も巻き込まれた。

### その後
1992年11月と1998年11月のニューヨーク州選出の連邦上院議員選挙に立候補し、いずれも党の筆頭候補に挙げられたが予備選挙で敗北した。
1993年3月から1996年10月にはビル・クリントン政権で国際連合人権理事会の大使を務めた。
ジャーナリスト・作家・実業家としても活躍し、2008年アメリカ合衆国大統領選挙ではヒラリー・クリントン上院議員の陣営に参加した。
2011年3月26日、診断から12年後に多発性骨髄腫で死去した。

## 家族
1960年7月にジョン・ツァッカロと結婚し、3人の子女が誕生した。

## 著書
- Geraldine A. Ferraro (1985). Ferraro: My Story. Bantam Books